# Diether de la Motte

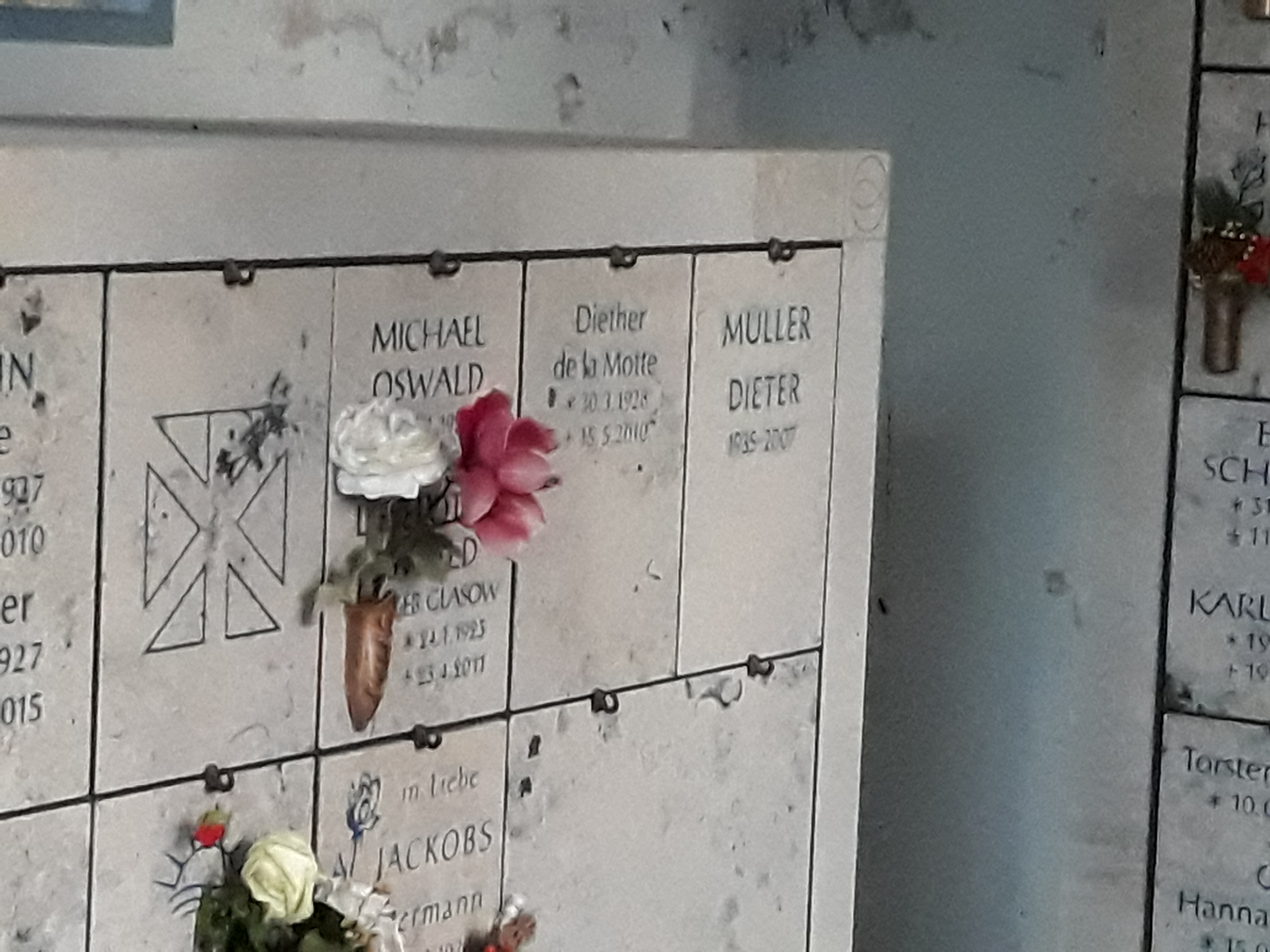
La tumba de Diether de la Motte en el cementerio protestante Luisenkirchhof II de Berlín.

Diether de la Motte (30 de marzo de 1928 - Berlín, 15 de mayo de 2010) fue un músico alemán, compositor, crítico musical y musicólogo notable por sus libros de teoría musical.

## Biografía
Nació en Bonn. Estudió composición en Detmold con Wilhelm Maler, piano y dirección. Luego fue lector y crítico musical en Düsseldorf. Después de enseñar en el Conservatorio de Hamburgo (en donde fue maestro de Clemens Kühn), fue nombrado en 1982 en Hannover. Sus libros de teoría musical lideran la literatura estándar para el estudio de la música y ciencias musicales.

## Obra

### Composiciones
Diether de la Motte es autor de numerosas composiciones de las más diversas direcciones estilísticas. Aparte de los géneros tradicionales tales como la ópera, música de cámara, música coral, etc, ha escrito obras en las que intervienen medios electrónicos.

### Libros
Sus libros de teoría musical son en la actualidad bastante conocidos. 
- Gedichte sind Musik. Musikalische Analysen von Gedichten aus 800 Jahren (Poesía es música. Análisis musicales de poesías desde hace 800 años), Bärenreiter, Kassel 2002, ISBN 3-7618-1572-7
- Harmonielehre (Tratado de Armonía). Dtv, Múnich 2004, ISBN 3-423-30166-X e ISBN 84-8236-105-8
- Kontrapunkt. Ein Lese- und Arbeitsbuch ((Contrapunto. Un libro de lectura y trabajo). Dtv, Múnich 2002, ISBN 3-423-30146-5 e ISBN 84-8236-104-X
- Melodie. Ein Lese- und Arbeitsbuch (Melodía. Un libro de lectura y trabajo). Dtv, Múnich 1993, ISBN 3-423-04611-2
- Musik Formen. Phantasie, Einfall, Originalität (Formas musicales: Fantasía, Einfall, Originalidad). Wißner, Augsburg 1999, ISBN 3896391667
- Wege zum Komponieren. Ermutigung und Hilfestellung. Bäreneiter, Kassel 2001, ISBN 3-7618-1290-6

- Datos: Q1223232